# ジョン・スキナー・プラウト
ジョン・スキナー・プラウト（John Skinner Prout、1805年12月19日 – 1876年8月29日）はイギリスの画家、版画家である。オーストラリアに渡り、主にオーストラリアの風景などを描いた版画の出版などで働いた。

## 略歴
イングランド南西部のデヴォン州のプリマスで生まれた。叔父にヨーロッパ大陸の街と建物を描き、版画化して販売するという形で成功した水彩画家のサミュエル・プラウトがいる 。1828年に結婚してその後、8人の子供ができた。水彩画家として働き、1838年に「新水彩画家協会」(New Society of Painters in water colours)の会員になった。
より良い収入を得るため、家族とオーストラリアに移住し、1840年からシドニーに住んだ。リトグラフ用の印刷機をオーストラリアに持ち込み、美術出版社「J. S. Prout and Co. Australian Lithographic Establishment」を立ち上げた。1840年から1844年の間はシドニーを拠点に、シドニー周縁で多くの写生旅行を行った。スケッチは油絵や水彩画、版画に仕上げられ販売された。シドニーの住家は作品の展示に用いられ、版画の技法や水彩画の教室として用いられた。
水彩画は良く売れ、オーストリアの風景を描いた版画が印刷され、1842年から「Sydney illustrated」として出版された。
1840年代のシドニーの不況や、競争相手の出現によって作品の売り上げが落ちてきたので、1844年には一家はタスマニア島に移った。タスマニア副総督のジョン・フランクリンとその妻の支援を受けて、ここではより成功を収めた。
1848年6月にイギリスに戻り、帰国後、ロンドンのレスター・スクウェアの施設で、オーストラリアの植民地の生活を描いた作品を展示し、オーストリアの人々や習慣について講演会を開いた。 1850年代には、オーストラリアへの旅を詳述したイラスト入りの書籍を出版した。ロンドンのKentish Townで没した。

## 絵画

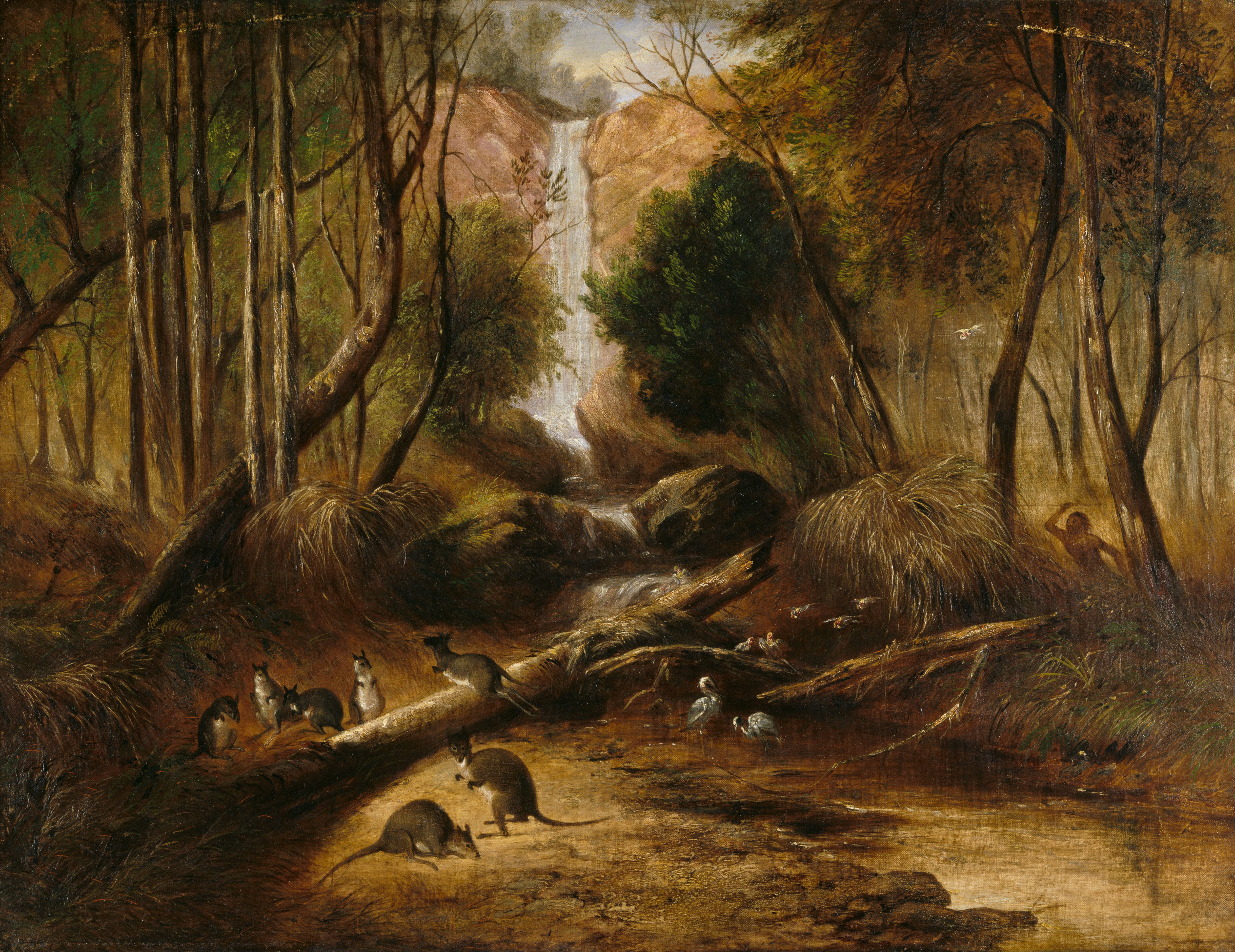
滝と動物を狙っているアボリジニのいる風景 (1860s)
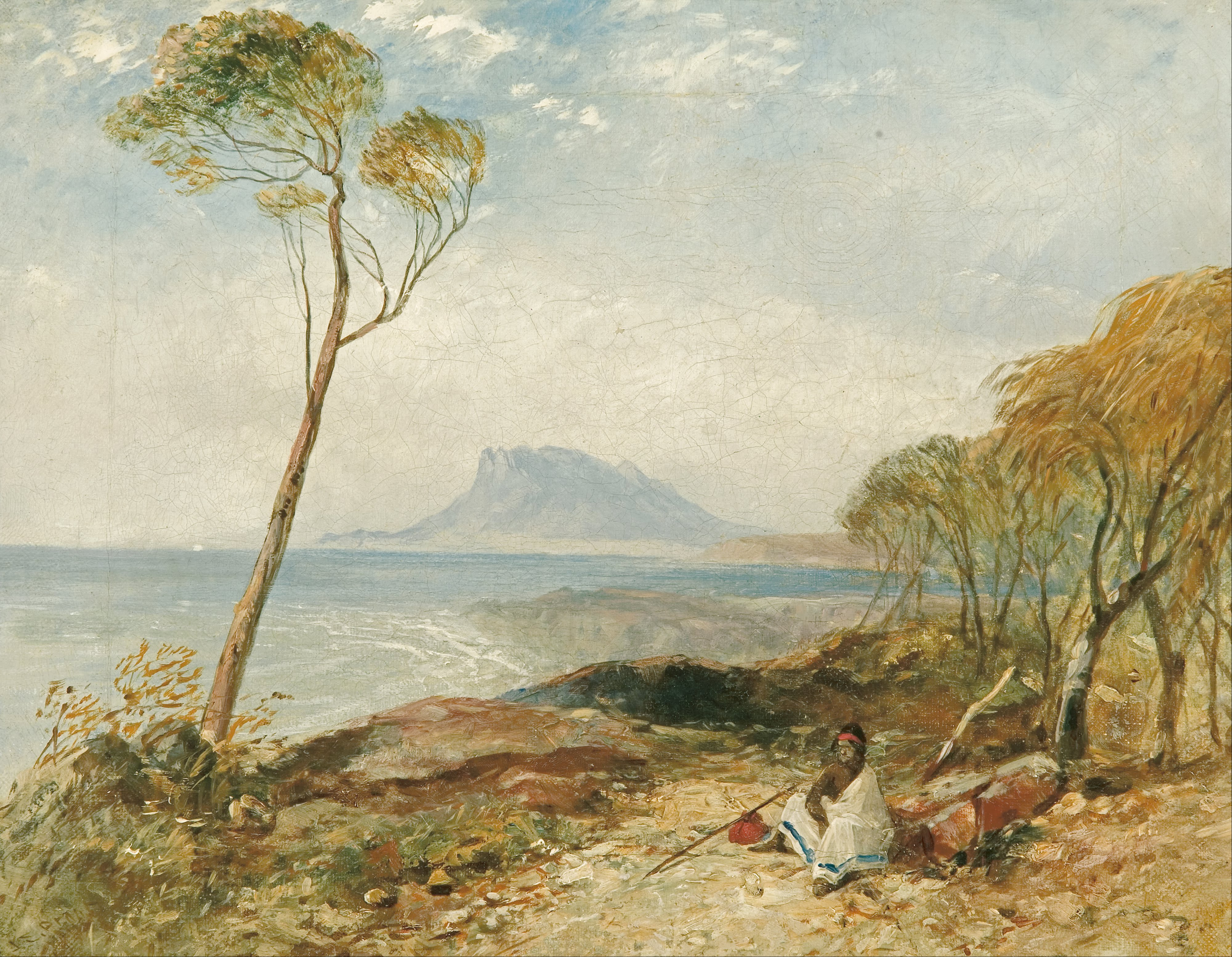
Maria Island from Little Swanport (c.1846)
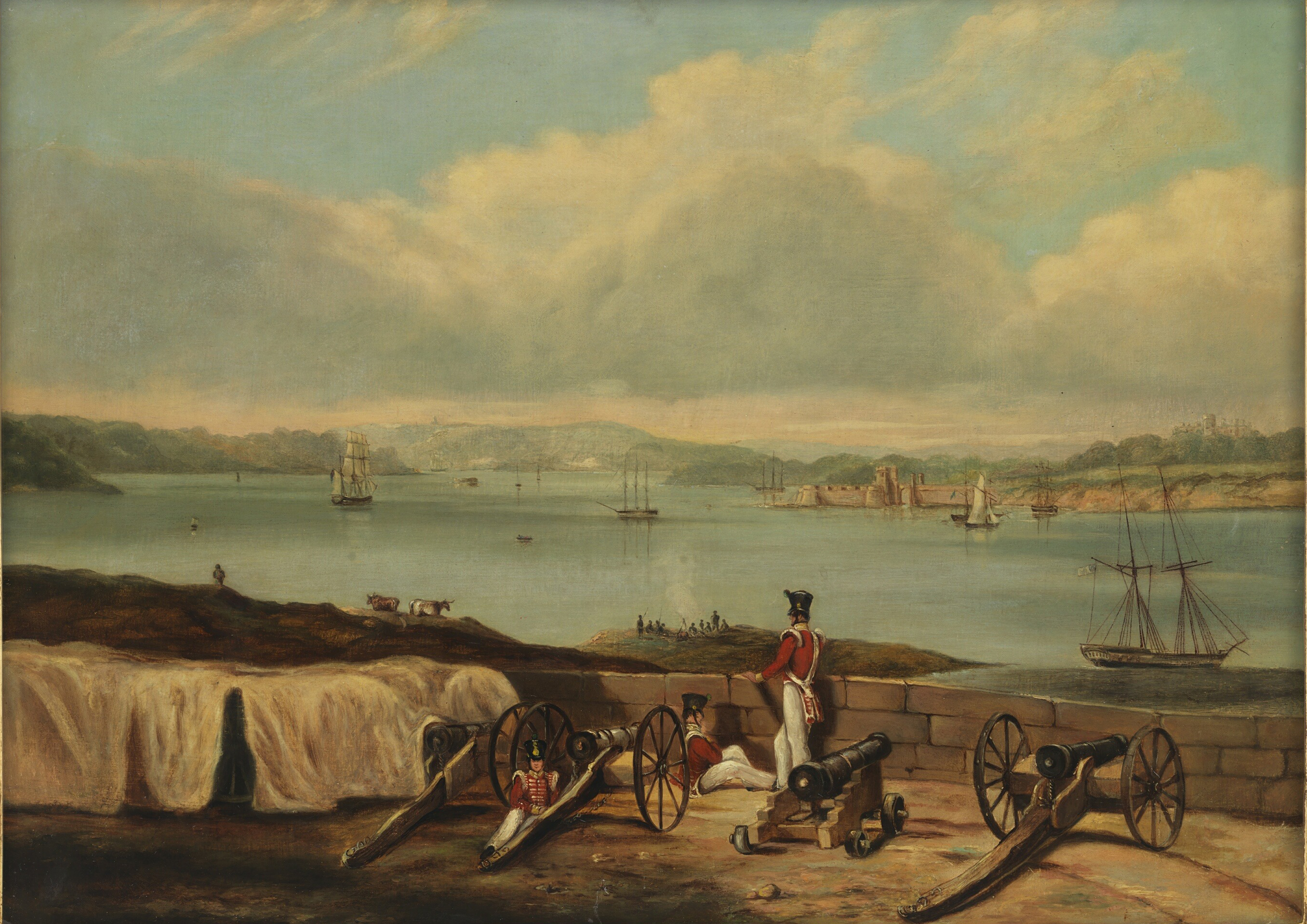
Port Jackson from Dawes Point (c.1842)

## 著書
- John Skinner Prout, Sydney illustrated (Sydney: J.S. Prout, 1843). Online at National Library of Australia 2261516
- John Skinner Prout, Journal of a voyage from Plymouth to Sydney, in Australia: on board the emigrant ship Royal Sovereign, with a short description of Sydney (London: Smith, Elder, 1844). Online at National Library of Australia 2759188 and the State Library of New South Wales DSM/981.1/P
- John Skinner Prout, Prout's dioramic views of Australia, illustrative of convict and emigrant life: exhibited in the theatre of the Western Literary and Scientific Institution (London: Printed by M. Snell, 1850?). National Library of Australia 111805
- Broadsides promoting Prout's moving panorama of a voyage to Australia and visit to the gold fields exhibited daily at 309 Regent Street, London, 1853-1854. Online at State Library of New South Wales, PAM 85/803
- John Skinner Prout, An illustrated handbook of the voyage to Australia and a visit to the gold fields (London?: s.n., 1852?). Online at State Library of New South Wales MD 4 S 17.
- Brown, T., Kolenberg, H., & Tasmanian Museum Art Gallery. (1986). Skinner Prout in Australia, 1840–48,  Hobart: Tasmanian Museum Art Gallery. ISBN 0724614958.